# Dobbertiniopteryx juracapnia
Dobbertiniopteryx juracapnia  (лат.) — ископаемый вид веснянок рода Dobbertiniopteryx из семейства Capniidae. Китай (Внутренняя Монголия, Daohugou Formation), юрские отложения (около 160 млн лет).

## Описание
Мелкие веснянки, длина тела 6 мм, размер переднего крыла 6,8×2,0 мм.
Вид Dobbertiniopteryx juracapnia был впервые описан в 2009 году китайскими палеоэнтомологами (Y. S. Liu, D. Ren, College of Life Science, Capital Normal University, Пекин, Китай) и российским энтомологом Ниной Дмитриевной Синиченковой (Лаборатория артропод, Палеонтологический институт РАН, Москва) вместе с ископаемым видом Karanemoura manca Sinitshenkova, 2009. Виды Dobbertiniopteryx juracapnia и Dobbertiniopteryx capniomimus Ansorge, 1993 (Германия) образуют ископаемый род Dobbertiniopteryx Ansorge, 1993.